# لشکر ۷۵ پیاده (ایالات متحده آمریکا)
لشکر ۷۵ پیاده (انگلیسی: 75th Innovation Command) لشکر پیاده‌نظام نیروی زمینی ایالات متحده آمریکا است، که در سال ۱۹۴۳ تأسیس شد.
لشکر ۷۵ پیاده یک فرماندهی جداگانه از نیروی ذخیره نیروی زمینی ایالات متحده آمریکا است.
هنگ ۷۵ پیاده در خلال جنگ جهانی دوم به عنوان لشکر ۷۵ پیاده فعال شد. این هنگ که در سال ۱۹۴۵ غیرفعال شده بود، در سال ۱۹۵۲ در هوستون، تگزاس، از دارایی‌های لشکر ۲۲ زرهی نیروهای ذخیره سازمان‌یافته ارتش ایالات متحده، دوباره فعال شد. این هنگ از سال ۱۹۵۲ تا ۱۹۵۷ به عنوان یک لشکر پیاده‌نظام فعال بود، تا اینکه به عنوان فرماندهی منطقه مانور ۷۵ سازماندهی مجدد و تغییر نام داد و مسئولیت برنامه‌ریزی و اجرای تمرینات آموزشی میدانی و تمرینات پست فرماندهی را برای تمام واحدهای جزء ذخیره در غرب رودخانه می‌سی‌سی‌پی به آن واگذار شد. 
در سال ۱۹۹۳، هنگ ۷۵ پیاده به عنوان لشکر ۷۵ (پشتیبانی آموزشی) در نیروی ذخیره ارتش دوباره تغییر نام داد که در سال‌های بعد به عنوان فرماندهی ۷۵ آموزشی تعیین شد. در ژانویه ۲۰۰۳، واحدهای متعددی از هنگ ۷۵ برای آموزش سایر واحدهای ذخیره ارتش و گارد ملی ارتش که در خارج از کشور در حمایت از عملیات آزادی عراق و عملیات آزادی پایدار مستقر بودند، بسیج شدند. در ژانویه ۲۰۱۸، هنگ ۷۵ به فرماندهی ۷۵ نوآوری سازماندهی مجدد شد و بخش‌های آموزشی آن به فرماندهی ۸۴ آموزشی واگذار گردید.